# كاتي ويبستر
كاتي ويبستر (بالإنجليزية: Katie Webster)‏ هي مغنية وموسيقية وعازفة بيانو أمريكية، ولدت في 11 يناير 1936 في هيوستن في الولايات المتحدة، وتوفيت في 5 سبتمبر 1999 في ليغ سيتي في الولايات المتحدة.

## وصلات خارجية
- كاتي ويبستر على موقع ميوزك برينز (الإنجليزية)
- كاتي ويبستر على موقع ديسكوغز (الإنجليزية)